# Dària Mikhàilovna Leónova
Dària Mikhàilovna Leónova   (Vixni Volotxok, 9 de març de 1829 (Julià) - Sant Petersburg, 25 de gener de 1896 (Julià)), rus: Дарья Михайловна Леонова, fou una cantant russa (contralt).
Leónova es va formar a l'Escola de Teatre de Sant Petersburg i posteriorment va estudiar a Berlín i París amb G. Meyerbeer i D. Auber. Després de la preparació amb M. Glinka (que va classificar el talent del cantant altament i va dedicar la seva composició "Pregària" a ella), Leónova va debutar al Teatre Imperial en la part de Vania en Ivan Sussanin. Entre el 1851 i el 1873 va cantar al Teatre Mariïnskii de Sant Petersburg i al Bolxoi de Moscou. Els millors papers de Leónova van ser Azucena (Il Trovatore de Verdi), Rogneda (Rogneda de Serov), i la Mestra de l'Hostal (Borís Godunov de M. Mussorgski). Després de retirar-se de l'òpera, va donar concerts a Rússia i a l'estranger.
Un excel·lent representant de l'escola vocal russa, Leónova, va oferir notables interpretacions de cançons populars i obres de compositors contemporanis, especialment M. P. Mussorgski. Va ensenyar a l'escola de música que ella i Mussorgski van fundar l'any 1880 a Sant Petersburg ia l'escola teatral de Moscou (1888-92). Leónova va ser l'autor de "Reminiscences" (Istoritxeski véstnik 1891, núm. 1-4).